# Адолф фон Текленбург
Адолф фон Текленбург (на немски: Adolf von Tecklenburg, Adolphus, Adolf von Osnabrück; * ок. 1185, Текленбург; † 30 юни 1224, Оснабрюк) е цистерциански монах, от 1216 г. епископ на Оснабрюк и Светия на католическата църква.

## Произход и духовна кариера
Той е най-малкият син на Симон фон Текленбург (1140 – 1202), граф на Текленбург, и съпругата му Ода фон Берг-Алтена (1145 – 1224), дъщеря на граф Еберхард I фон Берг-Алтена. По-големите му братя са графовете на Текленбург Ото I (1185 – 1263) и Хайнрих II (1186 – 1226). През 1182 г. баща му получава манастирския фогтай Оснабрюк и основава домашен манастир в Есен и става там фогт.
Като млад Адолф става домхер в катедралата на Кьолн и монах в цистерцианския манастир Камп. През 1216 г. е избран за епископ на Оснабрюк и помазан през септември 1217 г. Той се грижи особено за бедните и болните.